# The Little Willies (album)
The Little Willies è il primo eponimo album discografico in studio del gruppo musicale The Little Willies, pubblicato nel 2006.

## Tracce
1. Roly Poly – 2:34 (Fred Rose)
2. I'll Never Get Out of This World Alive – 3:22 (Fred Rose, Hank Williams)
3. Love Me – 3:51 (Jerry Leiber, Mike Stoller)
4. It's Not You It's Me – 2:44 (Richard Julian, Ashley Monroe)
5. Best of All Possible Worlds – 3:11 (Kris Kristofferson)
6. No Place to Fall – 4:01 (Townes Van Zandt)
7. Roll On – 3:07 (Lee Alexander)
8. I Gotta Get Drunk – 2:28 (Willie Nelson)
9. Streets of Baltimore – 3:06 (Tompall Glaser, Harlan Howard)
10. Easy as the Rain – 3:15 (Richard Julian, Jim Campilongo)
11. Tennessee Stud – 3:49 (Jimmy Driftwood)
12. Night Life – 3:47 (Willie Nelson, Walter M. Breeland, Paul F. Buskirk)
13. Lou Reed – 4:17 (Lee Alexander, Richard Julian, Norah Jones)

## Formazione
- Norah Jones - piano, voce
- Richard Julian - chitarra, voce
- Lee Alexander - basso
- Jim Campilongo - chitarra elettrica
- Don Rieser - batteria
- Jon Dryden - organo